# یوهان پله
یوهان پله (انگلیسی: Yohann Pelé؛ زادهٔ ۴ نوامبر ۱۹۸۲) بازیکن فوتبال اهل فرانسه است.
از باشگاه‌هایی که در آن بازی کرده‌است می‌توان به باشگاه فوتبال تولوز، باشگاه فوتبال لو مان، باشگاه فوتبال سوشو، و باشگاه فوتبال المپیک مارسی اشاره کرد.
وی همچنین در تیم ملی فوتبال زیر ۲۱ سال فرانسه بازی کرده‌است.